# Экспресс-похищение
Экспресс-похищение (исп. Secuestro exprés; secuestro express; secuestro al paso; pesca milagrosa; порт. Sequestro relâmpago; англ. Flash kidnapping) — один из современных видов похищения людей с целью получения быстрого выкупа от родственников похищенного, связь с которыми обычно осуществляется по телефону.

## История
Данный вид вымогательства имел исторически благоприятные условия для формирования и развития в странах Латинской Америки, где и получил самое широкое распространение к середине 2000-х гг. До конца 1980-х годов он обычно использовался лишь в политических целях или же во внутрикриминальной среде (наркодилерской, контрабандистской и пр.) Однако к началу 1990-х бурный рост населения латиноамериканских стран в сочетании со слабой производственно-экономической, а также культурно-образовательной базой привёл к росту безработицы, и, как следствие, к поиску альтернативных источников дохода среди людей низшего и даже среднего класса. С начала 2000-х годов, когда в латиноамериканских странах появились уличные банкоматы и сотовая связь, организаторы экспресс-похищений вышли на новый уровень так как условия для осуществления подобного рода преступлений против личности стали ещё более благоприятными, особенно в крупных городах, окружённых поясами незарегистрированного трущобного жилья, где легко можно укрыть жертву на сколь угодно долгий срок. В настоящее время это наиболее налаженный и распространённый вид преступлений в Латинской Америке. Благодаря своим размерам и большой численности населения особенно выделяются, Мексика, Колумбия, Венесуэла, Бразилия и Перу, где ситуацию усугубляют так наз. оборотни в погонах. В каждой из этих стран экспресс-похищения, впрочем, имеют свою национальную специфику. Всплеск экспресс-похищений отмечался в Аргентине во время политического и экономического кризиса 2001—2002 годов. В 2010—2011 на первое место в мире по количеству экспресс-похищений на уровне стран вышла Мексика, а на уровне городов — Каракас (Венесуэла). В последнее время экспресс-похищения получили широкое распространение в Эквадоре, Коста-Рике и других, ранее периферийных странах.
С ростом латиноамериканской иммиграции в США с середины 1980-х годов участились случаи экспресс-похищений в таких городах как Хьюстон, Майами и Лос-Анджелес, где в настоящее время преобладает (абсолютно или относительно) латиноамериканское население.

## Методы проведения
Похищение жертвы осуществляется в любое время суток, но чаще — в вечернее или ночное время. Обычно в качестве жертвы выбирают молодых людей 18-24 лет, за которых требуют выкуп у их родителей. Подобный выбор объясняется тем, что их легче подкараулить после того, как они покидают ночные клубы в нетрезвом состоянии. Тем не менее, жертвами становятся родственники состоятельных людей, сами состоятельные люди, туристы и даже, всё чаще, грудные дети. Внешний вид жертвы немаловажен. Дорогие часы, машина, украшения и аксессуары тут же привлекают внимание преступников. Люди, имеющие светлые волосы, высокий рост и белый цвет кожи в Латинской Америке традиционно ассоциируются с социальным престижем и высоким уровнем достатка, а потому часто избираются в качестве жертв.
Шанс быть похищенным выше у тех, кто передвигается без сопровождения. Излюбленное место похищения людей — подъезды, парковки, ночные переулки. После похищения, которое обычно осуществляется с применением оружия (ножа, пистолета, автомата) и физической силы, события развиваются по нескольким альтернативным сценариям.
В первом случае (классический экспресс), при наличии у жертвы банковских карт, её везут к банкомату и заставляют под прицелом снять нужную сумму денег (обычно это дневной лимит). После передачи её преступникам последние скрываются. В качестве альтернативы, после съёма денег жертву снова сажают в машину и везут на квартиру. Процедура съёма денег с банкомата под прицелом пистолета может повторяться днями и даже месяцами, так как жертву при этом заставляют звонить родственникам и просить пополнять счёт под угрозой лишения жизни. Последний, «удлинённый» тип экспресс-похищения, получил распространение в Бразилии, где этот вид преступления стал культовым к середине 2000-х годов.
В случае же отсутствия у жертвы денег её просят сразу позвонить родственникам и начать переговоры о передаче необходимой суммы выкупа. Передача денег не является гарантией свободы или жизни. С конца 2000-х годов, с ростом напряжённости в отношениях между полицией и бандами похитителей, последние часто убивают похищенных даже после получения выкупа, что объясняется желанием убрать любых свидетелей. Также участились случаи применения сексуального и физического насилия по отношению к похищенным. По современным оценкам, до четверти всех похищенных в 2005—2010 гг. в конечном итоге погибли. Ситуация усугубляется нежеланием родственников заявлять о случившемся в полицию, из-за чего, по оценкам различных экспертов и СМИ, официально регистрируется не более 10 % всех похищений.

## Организация
К началу 2000-х годов экспресс-похищения в Латинской Америке приняли ярко выраженный характер организованной бандитской деятельности. При этом существуют как ОПГ, специализирующиеся на проведении экспресс-похищений, так и бандитские группы, занимающиеся подобным видом деятельности для обеспечения побочного заработка в случае, когда их основное занятие (обычно это наркоторговля) испытывает временные трудности по ряду внешних и внутренних причин. Обычно банда профессиональных похитителей включает в себя от 10 до 20 человек, имеющих свою особую специализацию. Среди них выделяются водители, похитители, содержатели жертвы, а также связные, которые ведут переговоры и встречаются с родственниками. Особой изощрённостью и скрытностью отличаются банды, в которых активно задействованы сами полицейские. Жертвы обычно содержатся в трущобных холмистых пригородах, которые не решаются патрулировать полицейские.
Особой спецификой отличаются банды, использующие «подсадных уток» для привлечения жертвы или притупления её бдительности. Так, с мужчинами в клубах или на улице могут пытаться познакомиться подсадные девушки — члены банды, которые могут представляться проститутками, но чаще имитируют случайное знакомство (в кафе, баре, клубе и т. д.) В этом случае их основной задачей является ввести мужчину в состояние алкогольного или наркотического опьянения, добиться приглашения со стороны мужчины на прогулку по парку, поездку к нему домой или в номер близлежащей гостиницы. В самой гостинице или на парковке близ неё мужчину окружают напарники подсадной утки, некоторые из которых работают в этой же гостинице. В случае наличия у мужчины большой суммы наличных денег его просто грабят, а в случае её отсутствия — похищают с целью получения выкупа или снятия денег с банкомата.
Второй, крайне распространённый тип подсадных уток — это нелицензированные таксисты. Последние могут задержаться на светофоре, где к ним подсаживается напарник с ружьем. Иногда напарник прячется в багажнике и, выбивая ногой спинку заднего сиденья, оказывается в салоне автомобиля рядом с удивлённой жертвой. Таксист также может сымитировать поломку машины или же остановиться на обочине якобы для покупки бутерброда. Во время остановки к жертве подсаживаются бандиты и увозят её. Последние два приёма стали широко применяться преступниками вдоль 30-километрового шоссе Каракас — международный аэропорт имени Симона Боливара — Ла-Гуайра.
Третий тип — это полицейские и другие официальные лица, которые дают ложный совет или направление, например, относительно того, где лучше всего поменять валюту или поймать такси. Следует учитывать, что в качестве полицейских и других официальных лиц могут выступать переодетые преступники. Особенно часто трюк с переодеванием используется на дорогах, когда преступники, переодетые в форму полицейских, создают фальшивый блокпост и, останавливая водителей для проверки документов или по другой причине, похищают их.

## Географическое распространение и национальная специфика

### Колумбия
На протяжении десятилетий Колумбия, с её развитой подпольной наркоиндустрией, считалась главным криминальным очагом Латинской Америки. Похищения людей стали неотъемлемой частью уклада жизни страны. Тем не менее, долгое время люди в стране похищались в первую очередь по политическим и внутрикриминальным мотивам. Причём происходило это в основном за пределами крупных городов, в труднодоступных сельских регионах страны, на территории загородных фазенд. С конца 1990-х годов их число неуклонно сокращалось, особенно после легализации владения и потребления кокаина в размере менее 1 г на человека. Однако, с середины 2000-х годов, в стране начали набирать обороты экспресс-похищения в крупных городах, что не в последнюю очередь связано с тем, что в них переместилось значительное количество беженцев из разрушенных сельских районов страны. В 2010 и 2011 годах число похищений увеличивалось на 30-32 % ежегодно по сравнению с предыдущим годом.

### Мексика
После того, как США усилили контроль над своей морской и воздушной границами, наркотрафик начал более активно использовать сухопутные пути Мексики и других стран Центральной Америки. Нарковойна в Мексике способствовала расцвету экспресс-похищений в стране. Если в начале 1990-х они были крайне редким явлением, то в настоящее время страна вышла на первое место в мире по этому показателю, обогнав Колумбию. Похищения людей в Мексике отличаются особой непредсказуемостью и крайней степенью жестокости. Значительная часть похищенных погибает. Участились случаи похищения бандами транзитных нелегальных мигрантов, направляющихся в США из Сальвадора, Гондураса и др. стран. Некоторые особо вопиющие случаи похищений, такие как похищение и убийство жениха и некоторых его родственников во время свадьбы в Сьюдад-Хуаресе нашли отражение в многих СМИ. Похищение и убийство Фернандо Марти, 14-летнего сына крупного мексиканского магната в 2008 году, привело к взрыву социальной напряжённости в стране, выходу на улицы тысяч демонстрантов с требованиями защищать права личности в стране, противостоять коррупции в полиции, а также вернуть высшую меру наказания. Мексиканская полиция пытается бороться с похитителями («секвестрадорами») выставляя их фотографии на досках позора, публикуя их на страницах газет, электронных СМИ, транслируя по телевидению. Тем не менее, количество похищений в Мексике остаётся очень значительным.

### Венесуэла
В 1970-х похищения людей стали распространяться с территории Колумбии на территорию Венесуэлы как следствие активизации колумбийской наркомафии. Долгое время данное явление отмечалось лишь в приграничных с Колумбией регионах страны, однако в конце 90-х оно массово и довольно внезапно охватило все крупные города страны, и в первую очередь Каракас. В среднем в одном только Каракасе совершается 3 официально зарегистрированных экспресс-похищения в день (2010).
В этом городе расположена одна из крупнейших трущоб Латинской Америки — Петаре, что моментально превратило его в один из самых опасных городов Западного полушария. В Венесуэле получили своё дальнейшее развитие множество разновидностей данного преступления, что нашло отражение в кинематографии страны. В 2005 году в Венесуэле вышел фильм Экспресс-похищение.

### Бразилия
- Похищения матерей футболистов[16]

В период между 1999—2003 годами экспресс-похищения превратились в один из самых развитых теневых секторов экономики Бразилии. Характерная их особенность — это ярко выраженная географическая сконцентрированность в самом урбанизированном регионе страны — пригородах Сан-Паулу, где только официальная статистика фиксировала в среднем 16 похищений в день. В 2004 году ежегодный оборот данного вида преступной деятельности только в одном Сан-Паулу достиг 70 000 000 долларов США, что примерно соответствует ежегодному обороту денег в наркоторговле Рио-де-Жанейро.
Особо следует отметить тот факт, что экспресс-похищения в стране пережили значительную эволюцию по сравнению с началом 90-х годов. Так, в индустрию оказались вовлечены самые широкие слои населения, в том числе большое количество «дилетантов», ищущих временный заработок. Кроме того, крупные бизнесмены, тратящие значительные средства на личную охрану, постепенно оказались вне зоны досягаемости уличных бандитов и последние переключились на охоту за жертвами из семей с более низким социальным статусом и уровнем достатка. Обычно это мелкие коммерсанты, уличные торговцы, водители маршруток и т. д. В результате средний размер требуемого выкупа сократился с 10 000 $ до около 1 000 $, а срок содержания жертвы в неволе — с 2 дней до 6-12 часов. Несмотря на распространённость этого вида преступлений, современная полиция в Бразилии лучше вооружена и более многочисленна по сравнению с большинством других латиноамериканских стран.
В 2012 году в Бразилии были арестованы лидеры нашумевшей «банды блондинок». Главными действующими лицами банды были хорошо одетые и часто даже владеющие несколькими языками девушки-блондинки, которые непринуждённо знакомились с состоятельными женщинами-покупательницами (предпочтение отдавалось также блондинкам) в крупных торговых центрах. Познакомившись, девушки вместе совершали несколько покупок, а по завершении процесса «подружившиеся» дамы вместе выходили на парковку, где жертву заталкивали в машину, а затем увозили на допрос с целью ограбления и получения информации о пин-кодах её кредитных/дебетовых карт. В ходе допроса или сразу же после него преступница-блондинка возвращалась в торговый центр, где совершала ещё несколько крупных покупок, пользуясь украденными картами. На момент задержания банде приписывают 54 подобных похищения, хотя в полицию обратилась только 21 жертва.

### Аргентина
Похищение и убийство 17-летнего Диего Перальты в 2002 году даже после того как его родители заплатили выкуп.

### Испания
Нашумевшее экспресс-похищение произошло в Испании в 2009 году, когда была похищена дочь хозяина отеля Мирафлорес. Следствие завершилось только 29 мая 2012 года

### США
В США данный вид преступления проник вместе с волнами латиноамериканских мигрантов к началу XXI века. В целом, он локализован во внутрииммигрантской среде и не достиг той степени рутинности, которая характерна для стран Латинской Америки. Тем не менее, учитывая то, что латиноамериканское население уже составляет относительное или абсолютное большинство населения во многих регионах Юго-Запада и Флориды, такие города как Лос-Анджелес и Финикс представляют определённую опасность. Последний был провозглашён «столицей похищений» США в 2009 году. Тем не менее, более жёсткие наказания (включая высшую меру), а также более эффективная система судопроизводства и патрулирования, позволяют предотвратить распространение данного вида преступлений по всей территории страны.

## Рекомендуемые меры предосторожности
Меры предосторожности: не ходите ночью по безлюдным улицам в незнакомой стране, вас могут похитить, не напивайтесь сильно в одиночку, вы становитесь легкой мишенью для злоумышленников, не хвастайтесь ценными вещами перед незнакомыми или малознакомыми людьми. Если вас уже похищают, то лучше запомнить имена, лица, особые признаки похитителей, а не смотреть на оружие, ибо часто при похищениях жертва смотрит на оружие и не запоминает важные детали похитителей, так же важно запомнить как можно больше деталей по пути к месту вашего удержания, например: мосты, реки, дорожные знаки и т.д.

## Симуляция экспресс-похищений
Одной из самых последних инноваций в области данного вида преступления стало появление так называемых схем ложных экспресс-похищений, как с целью вымогательства денег, так и с целью обеспечения себе алиби. Наиболее часто экспресс-похищения имитируют служащие крупных компаний и даже члены одной семьи, в случае, когда доверенные деньги были ими потрачены без разрешения директора или других членов семьи, а теперь они вынуждены придумать способ выйти сухими из воды. Так, в Аргентине в 2012 году было зафиксировано следующее дело о вымогательстве. Жена потратила 42 000 песо общих с мужем сбережений без его ведома. После этого она решила сымитировать экспресс-похищение и попросила одного из друзей позвонить мужу, сообщить о пропаже жены и потребовать значительный выкуп, который жена планировала «вернуть» в семейный бюджет. Заговорщика задержали, когда тот ожидал денег в условленном месте..